# Radio Oranje

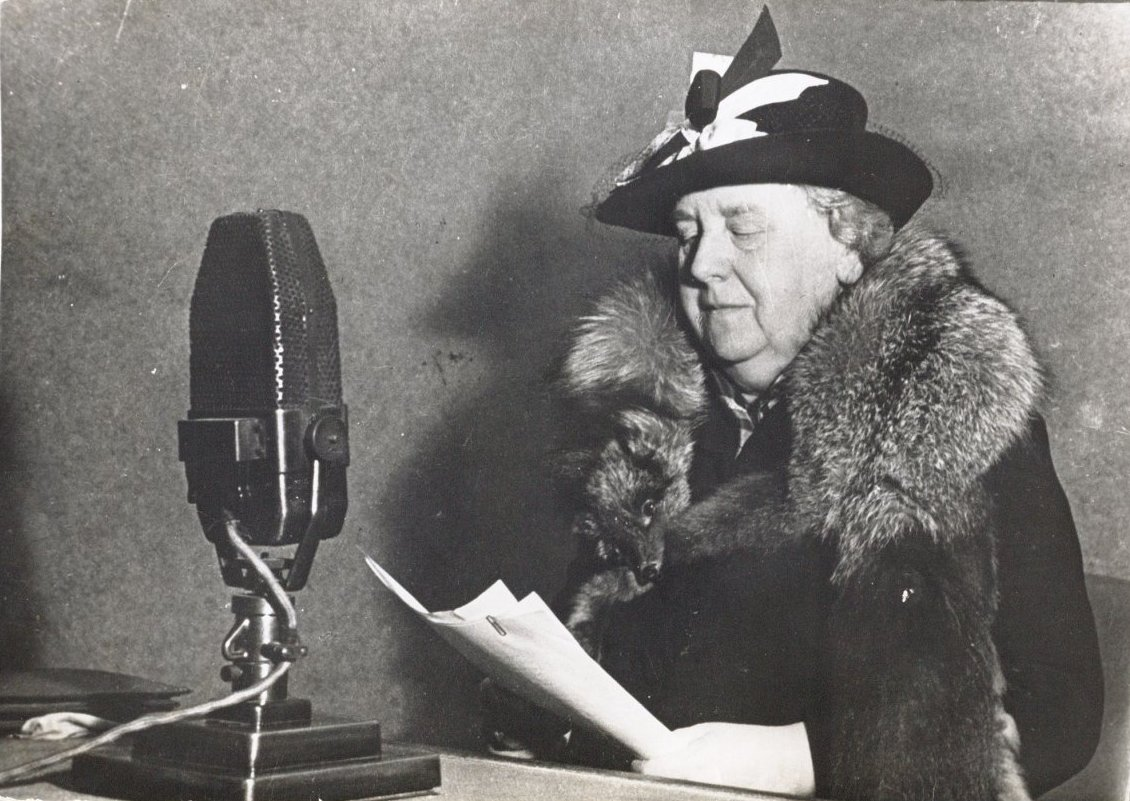
Koningin Wilhelmina spreekt tot het volk via Radio Oranje.

Radio Oranje, "De stem van strijdend Nederland", was een radioprogramma van de Nederlandse regering in ballingschap in Londen tijdens de Tweede Wereldoorlog. Het programma duurde een kwartier en werd 's avonds uitgezonden om 20.15 uur door de European Service van de BBC in Londen.

## Geschiedenis
Namens de regering was de BBC, die enkele maanden eerder al begonnen was met BBC Dutch Service, benaderd door het hoofd van de Regeringsvoorlichtingsdienst, ook wel RVD-Londen, Adriaan Pelt. De eerste uitzending vond plaats op 28 juli 1940 en werd gevuld door koningin Wilhelmina. De vorstin maakte van dit programma in totaal 34 maal gebruik om het Nederlandse volk moed in te spreken. Een van haar uitspraken was: "Wie op het juiste oogenblik handelt, slaat den Nazi op den kop. Ik heb gezegd." Ze heeft ook enkele malen steun gevraagd voor haar Joodse landgenoten, maar volgens critici had zij dit krachtiger en vaker moeten doen. Hetzelfde verwijt trof minister-president Pieter Sjoerds Gerbrandy.
Ook werd in juni 1942 gewaarschuwd geen Joodse eigendommen te kopen, want die zouden na de bevrijding moeten worden teruggegeven. Bovendien zou dit worden gezien als strafbare heling.
Vanaf oktober 1942 werd Radio Oranje met de radiozender De Brandaris samengevoegd, die ook in Londen was opgericht voor Nederlanders ter zee. De naam bleef Radio Oranje, maar de meeste medewerkers waren afkomstig van De Brandaris, waar men een veel persoonlijkere manier van communiceren had. Meer dan voorheen werd actief opgeroepen tot verzet in Nederland.
Na de bevrijding van het zuidelijk deel van Nederland, begonnen ook weer radio-uitzendingen vanaf Nederlands grondgebied: vanuit Eindhoven onder de naam Radio Herrijzend Nederland.

## Uitzendingen
Uitzendingen vonden iedere dag plaats van 20.15 tot 20.30 uur 's avonds (Nederlandse tijd). De openingstune van het programma was het geuzenlied In naam van Oranje doe open de poort. Alle tekst werd vooraf zowel door de Britse autoriteiten als de Nederlandse ministerraad doorgenomen op gevoelige informatie en taalgebruik. Hierdoor waren de uitzendingen vrij formeel.
Tijdens de radio-uitzendingen werden ook codeberichten (zogenaamde 'bijzondere berichten') verzonden voor het verzet in Nederland, zoals "Bericht van Bob voor Jan: blijf op de plaats waar je bent" en "De kachel brandt haast nooit". Ook werden burgers die in de buurt woonden van bijvoorbeeld kazernes van de Sicherheitsdienst en Wehrmacht gewaarschuwd voor aanstaande aanvallen van de Royal Air Force.
Chef van Radio Oranje was aanvankelijk Jan Willem Lebon. Na het samenvoegen met De Brandaris werd deze vervangen door Hendrik van den Broek. Bekende medewerkers waren A. den Doolaard, Jan de Hartog, Loe de Jong, Robert Kiek, Herman de Man, George Sluizer en Meyer Sluyser. In het cabaretprogramma zong Jetty Paërl, koosnaam: 'Jetje van Radio Oranje'.
- De allereerste uitzending van Radio Oranje (28 juli 1940).
- Loe de Jong houdt een interview met drie Nederlands-Indische piloten die bij de Royal Air Force ervaring opdoen (3 november 1941).
- Kersttoespraak van koningin Wilhelmina: "Volharden" (20 december 1942).
- Minister-president Prof. Gerbrandy: ‘De inval der bevrijdingslegers in Europa' (16 augustus 1943).
- In deze uitzending zijn codeberichten en waarschuwingen voor burgers te horen (4 december 1944).
- De laatste uitzending van Radio Oranje (2 juni 1945).

## Luisteraars

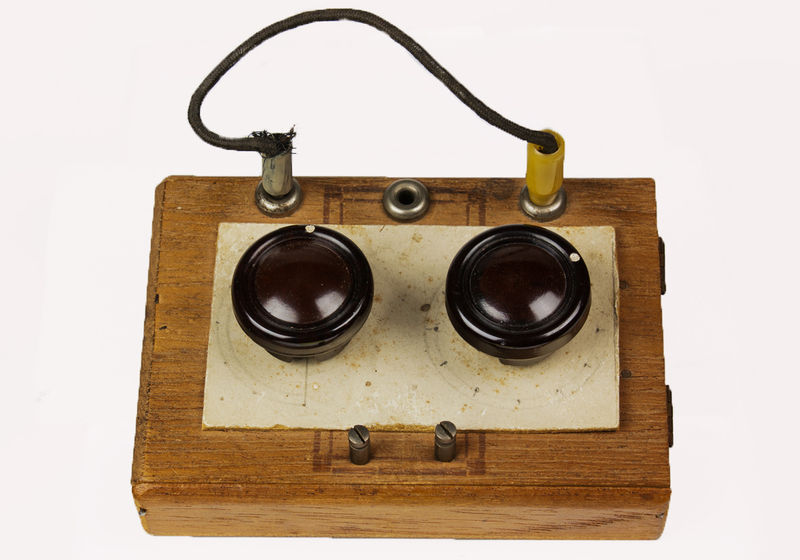
De Moffenzeef werd gebruikt om het stoorsignaal van de Duitsers te elimineren

De Nederlanders moesten in het geheim luisteren, omdat de Duitse bezetter het luisteren naar de Engelse zenders had verboden en later de bevolking had verplicht alle radio-ontvangers in te leveren. Toch hielden velen hun radio's en verborgen ze.
Blijkens promotieonderzoek van historicus Onno Sinke zou de zender daadwerkelijk verzet tegen de Duitse bezetter echter nauwelijks hebben aangemoedigd en daar ook niet doorslaggevend voor zijn geweest: "Radio Oranje werd minder beluisterd dan Nederlanders na de oorlog aangaven. Ruim driekwart zei te hebben afgestemd op de zender, in werkelijkheid waren het er minder".
Uitzendingen waren te beluisteren op 1500 meter (lange golf), 373, 285 en 261 meter (middengolf) en de 49-, 41- en 31-meterband (korte golf). Door Duitse stoorzenders was Radio Oranje op veel plaatsen alleen via de korte golf te beluisteren. Aangezien kant-en-klare radiotoestellen met ontvangst van kortegolfzenders pas vanaf 1935/36 op de markt waren gekomen, kon dit dus alleen met nieuwere radio’s (ongeveer een kwart van de toestellen). Radioamateurs bouwden echter al veel langer kortegolftoestellen, mensen die in het verzet zaten beschikten ook wel over zo'n model. Sommige mensen maakten gebruik van een zogenaamde Moffenzeef om het stoorsignaal van de Duitsers te elimineren. Daarnaast bracht een kristalontvanger uitkomst: als men de juiste spoel had, kon Radio Oranje storingsvrij beluisterd worden met behulp van een koptelefoon; elektriciteit was daarvoor niet nodig.

## Trivia
- Sinds 2023 is er een Nederlandse podcast over de Tweede Wereldoorlog met de titel Radio Oranje.